# Propoziție predicativă suplimentară
În sintaxa frazei din gramaticile tradiționale ale limbii române, propoziția predicativă suplimentară este o subordonată care îndeplinește funcția de element predicativ suplimentar al unui verb din propoziția regentă. Exprimă o acțiune simultană, rar posterioară, a unei părți de propoziție exprimată printr-o parte de vorbire nominală din regentă. Aceasta poate fi subiectul (Se aud clopotele cum sună), complementul direct (Le aud cum sună), complementul indirect (M-am pomenit cu el că vine) sau complementul de agent (A fost condusă de el cum l-a găsit).

## Construcția propoziției predicative suplimentare
Propoziția predicativă suplimentară se introduce prin:
- pronume relative, interogative sau nehotărâte, ori adjective pronominale corespunzătoare acestora:

Te știu cine ești;
Te știe lumea ce poamă ești;
Ba o știu de câte e în stare (Mihail Sadoveanu);
- adverbe relative:

Te știu cum lucrezi;
Te știu cât de bine ai răspuns (Vladimir Beșleagă);
Am găsit orașul precum mi-l imaginam;
- conjuncții:

Te știu că ești muncitor;
L-a făcut să înțeleagă;
Se întorcea acasă numai cu moș Nichifor, fără să se mai teamă de lup (Ion Creangă).
Pronumele introductiv are funcție sintactică în propoziția subordonată, fiind la cazul și cu eventuala prepoziție cerute de aceasta:
Te știu cui îi duci dorul;
Te știu la cine ți-e gândul.
Modul predicatului propoziției predicative suplimentare este de cele mai multe ori indicativul, dar poate fi și condițional-optativul sau prezumtivul, cu toate cuvintele introductive, în afară de să, care se folosește cu conjunctivul.
Predicativa suplimentară se plasează în general după regentă, dar poate fi scoasă în evidență prin plasarea ei pe primul loc. În acest caz poate fi neizolată de regentă (Cum au fost le-am lăsat) sau izolată de aceasta prin pauză și intonație, marcate în scris prin virgulă: De ce e în stare, numai eu o știu. Uneori această subordonată este izolată și când se găsește după regentă: Parc-o văd pe mama, cum era ea în tinerețe.